# 차르다시 (몬티)

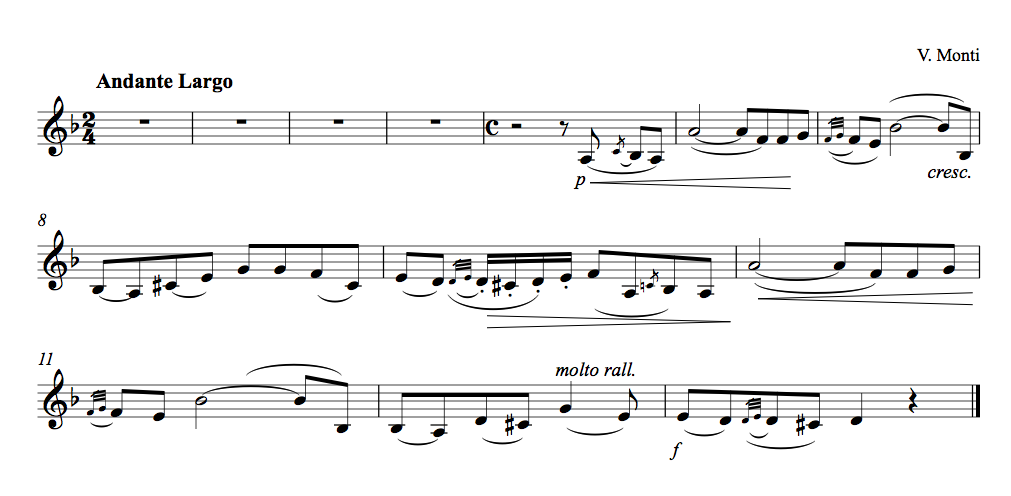
비토리오 몬티의 차르다시 첫번째 13마디 악보

차르다시(Czardas 또는 Csárdás)는 이탈리아의 작곡가 비토리오 몬티(Vittorio Monti)가 헝가리의 민속무곡 차르다시(Csárdás)를 바탕으로 1904년에 작곡한 작품이다. 원래 만돌린을 위한 곡으로 쓰여졌지만 바이올린과 오케스트라 곡으로 편곡되어 연주되고 있으며 바이올린과 피아노의 협주곡 또는 여러 악기들을 위하여 편곡되어 연주되기도 한다.
집시는 바이올린을 손에 들고 태어난다는 말이 생길 정도로 집시들의 음악적 재능은 탁월해 17, 18세기 유럽 대부분 지역의 민중음악은 집시 악사들이 중심적 역할을 하였다고 한다. 특히 가장 두드러진 지역은 헝가리이었는데, 4분의 2박자 무곡인 헝가리의 민속음악 차르다시(Csárdás)는 이들에 의해 양식화된 음악이었으며 신병을 모집할 때 연주되던 행진곡풍의 민속음악 베르분코시(Verbunkos) 역시 마찬가지였다.
베르분코시가 비애를 띤 느린 도입부와 빠르고 야성적인 선율 속에 진한 애잔함을 느낄 수 있는 주요부가 특징이듯, 몬티의 차르다시도 슬프고 무게 있는 선율로 느리게 시작되어 전환점에서 빠른 곡조로 바뀌며 휘몰아치듯 열정적인 멜로디를 보여주다가 후반부에선 격정적으로 강렬하게 끝맺는다. 차르다시는 치고이너바이젠(Zigeunerweisen)과 함께 집시음악에서 파생되어 대중들에게 가까워진 바이올린 연주곡으로 잘 알려져 있다.
레이디 가가는 2009년 발표한 앨범 The Fame Monster의 "Alejandro" 도입부에서 차르다시의 파트를 차용하기도 하였으며 일본의 피겨 스케이팅 선수 아사다 마오가 2006-2007 프리 스케이팅 곡으로 차르다시를 사용하였다.

## 관현악 악기편성
독주 바이올린, 피콜로, 플루트, 오보에2, 클라리넷2, 바순2, 호른4, 트럼펫2, 트롬본3, 팀파니, 하프, 현5부